# Euvrilletta mucorea
Euvrilletta mucorea är en skalbaggsart som först beskrevs av Leconte 1865.  Euvrilletta mucorea ingår i släktet Euvrilletta och familjen trägnagare.

## Underarter
Arten delas in i följande underarter:
- E. m. mucorea
- E. m. variabilis